# Хейз, Хана
Ха́на Хейз (англ. Hana Hayes; род. 29 марта 1999, Тусон, Аризона) — американская актриса кино, телевидения и озвучивания. Начала сниматься в возрасте 11 лет.

## Биография
Хана Лани Хейз родилась 29 марта 1999 года в городе Тусон (штат Аризона, США). В начале 2011 года девочка переехала в Лос-Анджелес (штат Калифорния), где начала озвучивать мультфильмы и видеоигры, сниматься в сериалах, с 2012 года — в кинофильмах. Первоначальным контрактом планировалось, что Хана проработает здесь пять месяцев, но по состоянию на конец 2015 года она по-прежнему жила в Лос-Анджелесе, активно продолжая карьеру актрисы.

## Награды и номинации
В 2014 и 2017 годах Хана Хейз номинировалась на ряд кинематографических наград и выиграла четыре из них.

## Фильмография
Широкий экран (кроме озвучивания)
- 2012 — Как громом поражённый[англ.] / Thunderstruck — Эшли Ньюэлл
- 2014 — Милосердие[англ.] / Mercy — девочка-соседка
- 2015 — Стокгольм, Пенсильвания[англ.] / Stockholm, Pennsylvania — Лейя в 12 лет
- 2015 — Красота сейчас[англ.] / A Beautiful Now — Роми в юности
- 2017 — До костей / To the Bone — Хлоя
- 2018 — Астрал 4: Последний ключ / Insidious: The Last Key — Элайс Рейнер в юности[5]
- 2019 — Наслаждайся / Relish — Аспен
- 2019 — Her Mind in Pieces — дочь (сегмент «Здесь и сейчас»)
- 2020 — Isolationship — Тайра Маркс
- 2023 — Пушистая фортуна / The Furry Fortune — Аспен
- 2024 — Road to Dreamland — Аспен

Телевидение (кроме озвучивания)
- 2011 — Мыслить как преступник / Criminal Minds — Элли Долан (в эпизоде Dorado Falls)
- 2011, 2013 — Эпические приключения Бакета и Скиннера[англ.] / Bucket & Skinner's Epic Adventures — Тэмми Линч (в 3 эпизодах)
- 2013 — Закон и порядок: Специальный корпус / Law & Order: Special Victims Unit — Брук Аллен (в эпизоде Dissonant Voices)
- 2015 — Анатомия страсти / Grey's Anatomy — Даниэлла (в эпизоде I Feel the Earth Move)
- 2015—2016 — Дробилка / The Grinder — Лиззи Сандерсон (в 22 эпизодах)[6]
- 2017 — 9J, 9K и 9L / 9JKL — Молли (в эпизоде Pilot)
- 2017 — Спецназ города ангелов / S.W.A.T. — Эйприл (в эпизоде Imposters)
- 2018 — Отмеченные[англ.] / T@gged — Тесса (в 12 эпизодах)
- 2021 — План Б / Plan B — Эмма

Озвучивание
- 2011 — Письмо для Момо / ももへの手紙 — второстепенные персонажи (японский м/ф, озвучивание в английском дубляже)
- 2011 — Морщинки / Arrugas — Долорес (испанский м/ф, озвучивание в английском дубляже)
- 2013 — Одни из нас / The Last of Us — Сара (комп. игра; озвучивание и захват движения)[7]
- 2022 — Последние из нас: Часть 1 / The Last of Us Part I — Сара (комп. игра; озвучивание и захват движения)